# Xystrocera matilei
Xystrocera matilei là một loài bọ cánh cứng trong họ Cerambycidae.